# Greiffenberg (Angermünde)

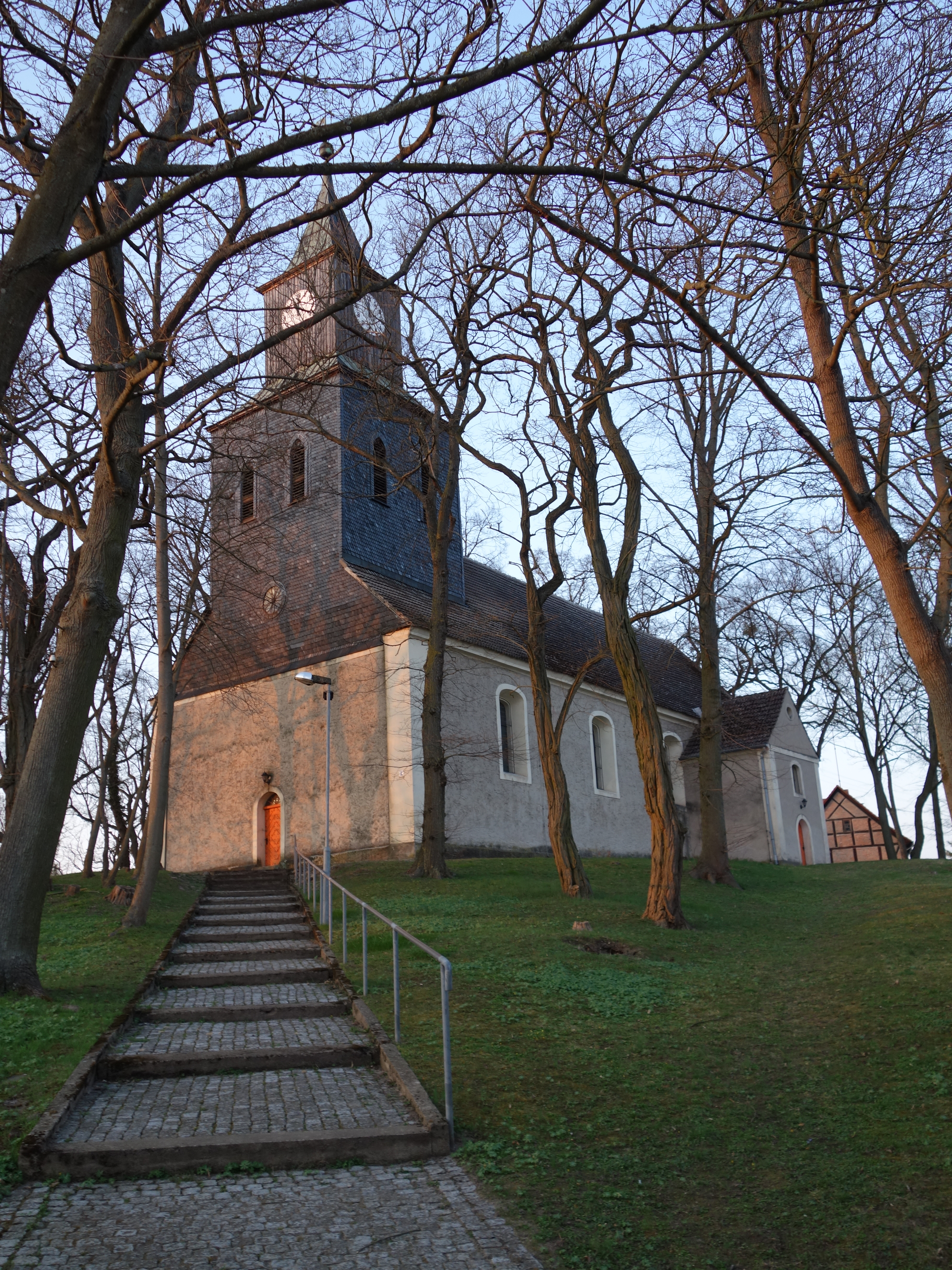
Stadtkirche Greiffenberg

Greiffenberg ist seit dem 26. Oktober 2003 ein Ortsteil der Stadt Angermünde im Nordosten Brandenburgs. Bis zur Eingemeindung lautete der amtliche Name der uckermärkischen Landstadt Greiffenberg (Uckermark).

## Geografische Lage
Die ehemalige Landstadt liegt etwa acht Kilometer von Angermünde entfernt unweit der Grenze zu Polen. Greiffenberg befindet sich an der Bundesstraße 198 (Angermünde – Prenzlau) und ist über die A 11 zu erreichen (Anschlussstelle Pfingstberg). Greiffenberg liegt am Flüsschen Sernitz, das die ehemalige Stadt südlich umfließt. Wenig außerhalb der Ortschaft mündet dieses in die Welse.
Auf der Gemarkung liegen bzw. zum Ortsteil Greiffenberg gehören die Wohnplätze Greiffenberg Siedlung, Peetzig und Zollende sowie historisch der abgegangene Wohnplatz Siebershof.

## Geschichte
1261 wurde Greiffenberg als Ort erstmals erwähnt. Die Burg Greiffenberg im Welsetal gelegen, entstand im 13. Jahrhundert (1224) und ist anstelle eines heidnischen Vorgängerbaus in Ziegelbauweise errichtet worden. Die Burg, nur als Ruine zu besichtigen, steht erhöht am Rande des Ortes Greiffenberg in unmittelbarer Nachbarschaft zu einer alten Brennerei aus dem 19. Jahrhundert. Bemerkenswert ist der für diese kleine Burganlage große Torkomplex.

## Kultur und Sehenswürdigkeiten
- Die Stadtkirche Greiffenberg entstand in den Jahren 1723/1724 unter Einbezug eines mittelalterlichen Vorgängerbaus. Im Innern steht unter anderem ein Kanzelaltar aus der Zeit um 1725.

## Persönlichkeiten
In Greiffenberg wurden geboren:
- Max Jenne (1848–1921), Apotheker, Gründer und Teilhaber einer Großhandlung für Drogen und Chemikalien in Lübeck und langjähriger Kommunalpolitiker ebenda.
- Johannes Bürger (1860–1915), Sohn eines Apothekers, betrieb Apotheken in Vetschau und Halberstadt und begründete 1903 die heutige Ysat-Fabrik in Wernigerode.